# Chaetodon citrinellus
Chaetodon citrinellus es una especie de pez mariposa marino perteneciente al género Chaetodon.
Su nombre común en inglés es Speckled butterflyfish, o Pez mariposa moteado. Es una especie con muy amplia distribución, generalmente común, y con poblaciones estables.

## Morfología
Posee la morfología típica de su familia, cuerpo ovalado y comprimido lateralmente. Al igual que las otras especies con las que comparte el género, destaca en coloración. Es de color amarillo pálido, con numerosas motas oscuras a lo largo del cuerpo. Su cabeza es lisa, con una franja negra vertical que atraviesa el ojo y una boca estrecha y puntiaguda, resultado de la especialización condicionada por su alimentación: los gusanos poliquetos y los pólipos coralinos. Las aletas son amarillas, y la parte trasera de la aleta anal tiene una franja negra. 
Tiene 13 o 14 espinas dorsales, entre 20 y 22 radios blandos dorsales, 3 espinas anales, y entre 16 y 17 radios blandos anales.
Alcanza hasta 13 cm de longitud.

## Alimentación
Es omnívoro, coralívoro facultativo, y se alimenta, tanto de los pólipos de corales, como de gusanos poliquetos, anémonas marinas, otros pequeños invertebrados marinos (como anfípodos y copépodos), y algas filamentosas.

## Reproducción
Son dioicos, o de sexos separados, ovíparos, y de fertilización externa. El desove sucede antes del anochecer. Forman parejas monógamas durante el ciclo reproductivo, pero no protegen sus huevos y crías después del desove.

## Hábitat
Es un pez costero bento-pelágico y asociado a arrecifes. Ocurre, tanto en arrecifes planos interiores y superficiales, como en lagunas, o arrecifes exteriores semi expuestos a oleaje, con crecimiento coralino.  Se les ve a menudo en parejas, también solitarios, o en pequeños grupos. Los juveniles a menudo forman grupos con ejemplares de igual talla de especies emparentadas como Chaetodon kleinii.
Su rango de profundidad está entre 1 y 36 metros, más usualmente entre 1 y 5 m. Y el rango de temperatura se sitúa entre 22.49 y 29.33 °C.

## Distribución geográfica
Ampliamente distribuido y común en los océanos Índico y Pacífico. Es especie nativa de Australia; Bangladés; Birmania; Chagos; Isla de Christmas; Cocos; islas Cook; Filipinas; Fiyi; Guam; Hawái; isla Howland-Baker; India (Andaman Is., Nicobar Is.); Indonesia; Japón; isla Johnston; Kenia; Kiribati; Malasia; Maldivas; islas Marianas del Norte; islas Marshall; Mauricio; Micronesia; Nauru; Niue; Isla Norfolk; Nueva Caledonia; Palaos; Papúa Nueva Guinea; Polinesia Francesa; Reunión; islas Salomón; Samoa; Samoa Americana; Seychelles; Singapur; Somalia; Tailandia; Taiwán; Tanzania; Tokelau; Tonga; Tuvalu; Vanuatu y Wallis y Futuna.

## Galería

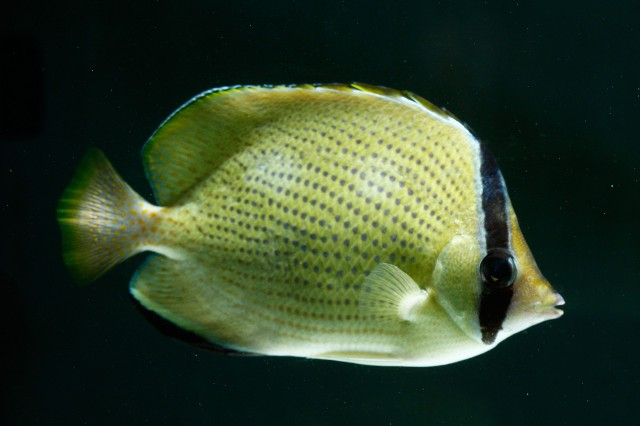
Chaetodon citrinellus
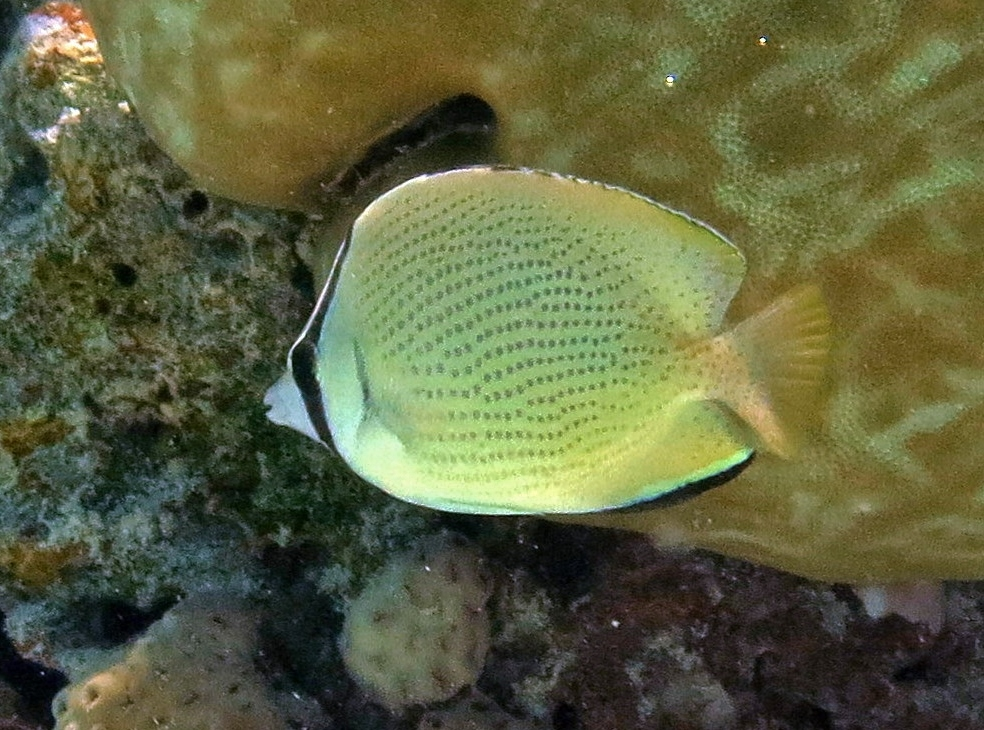
En el atolón Baa, Maldivas
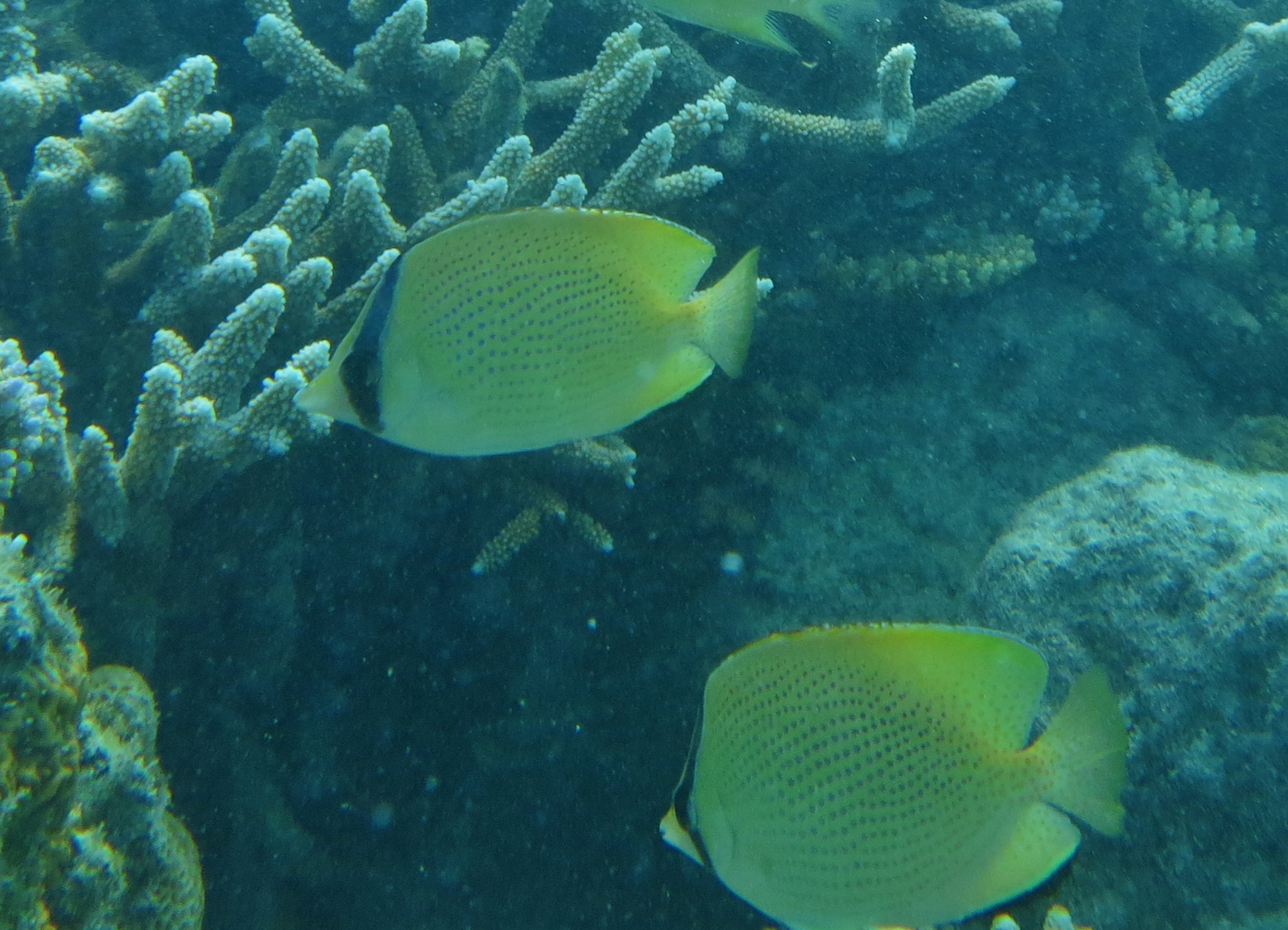
Pareja alimentándose en coral Acropora
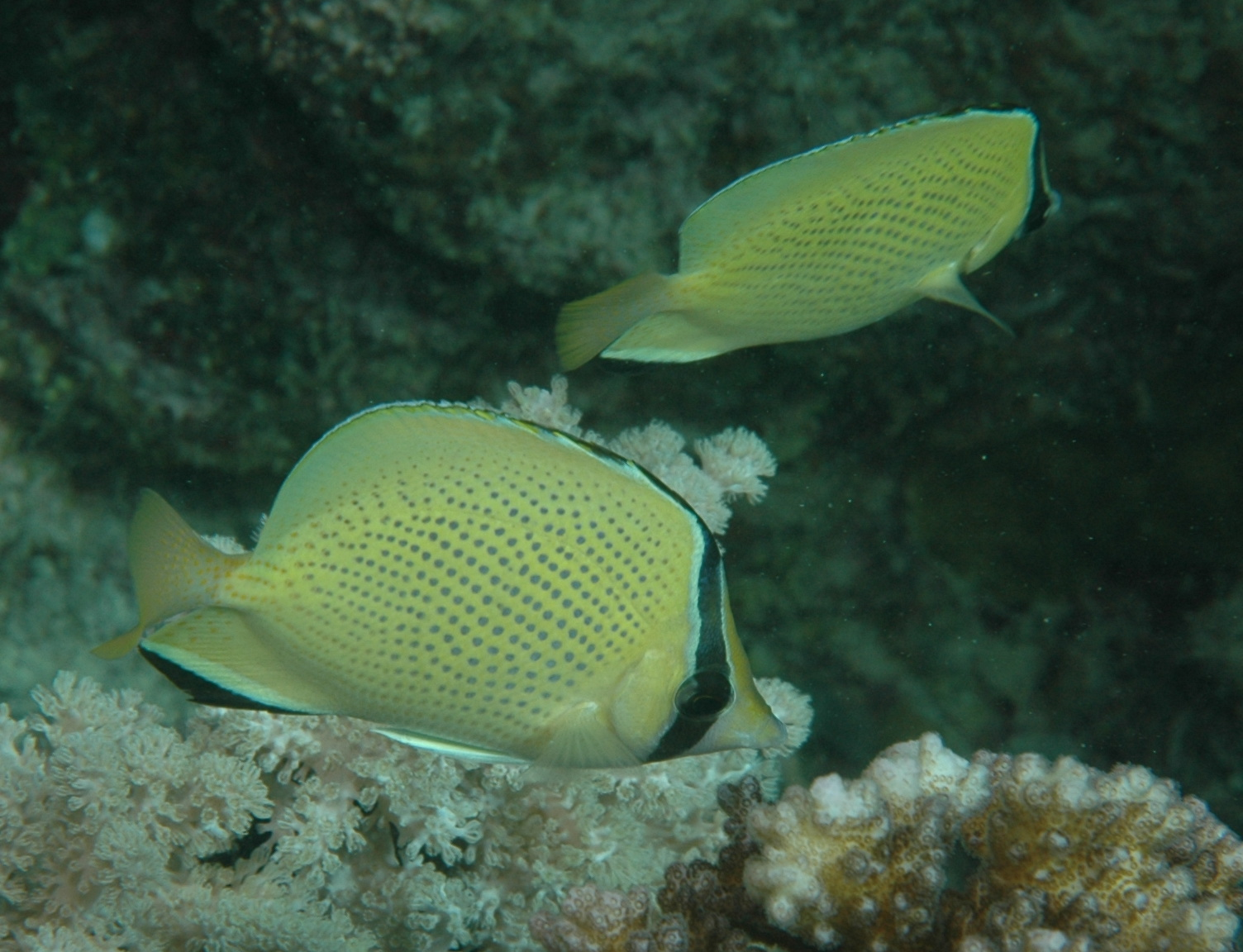
Pareja en el Parque Marino de la Gran Barrera de Arrecifes australiana
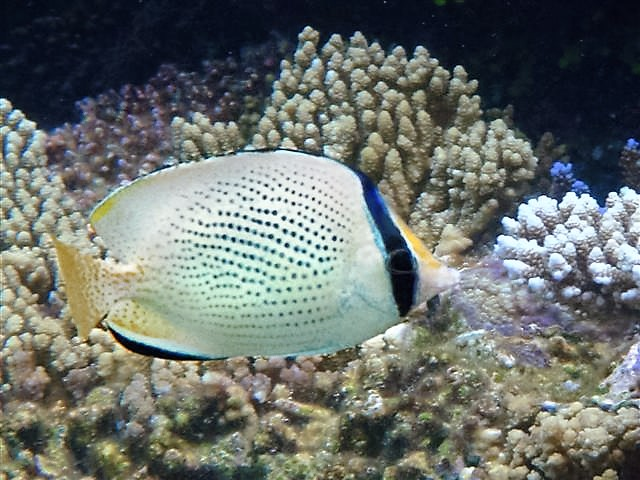
Entre coral Acropora en Mirihi, Maldivas
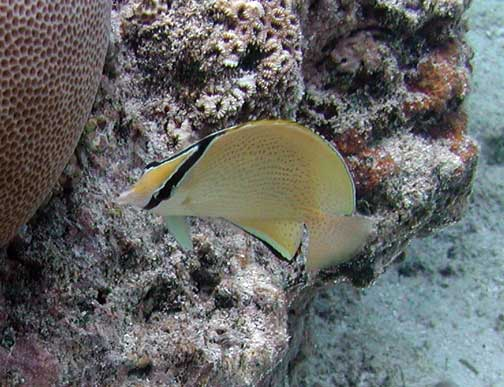
C. citrinellus, tifitifi-moamanu en samoano, en Samoa Americana
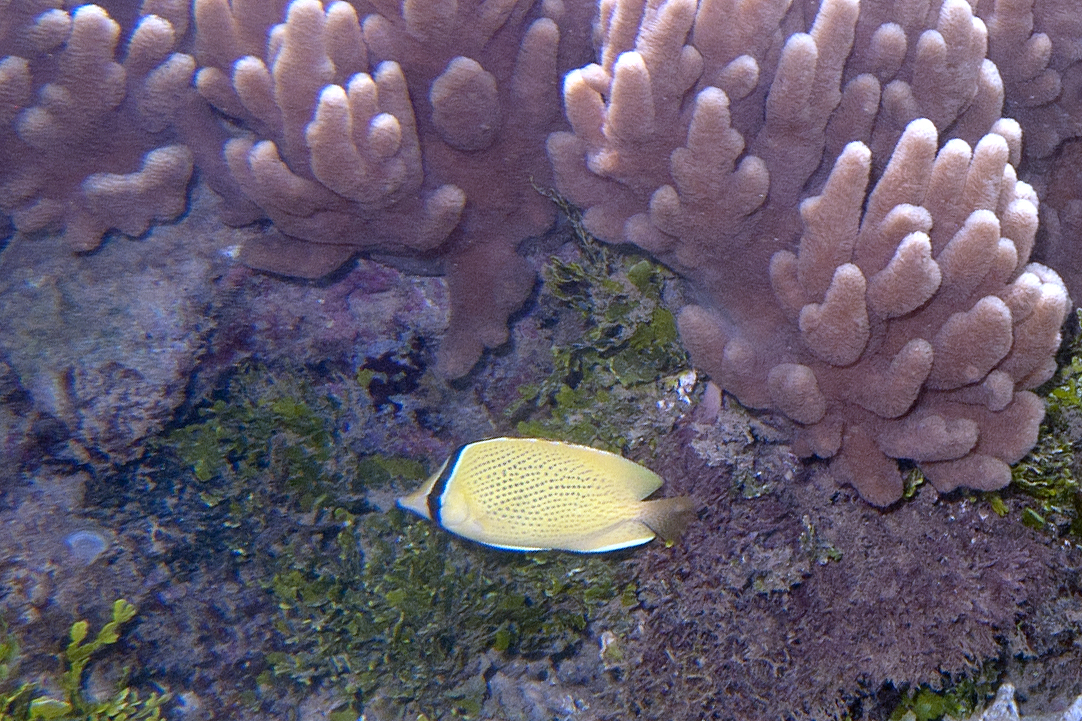
Junto a Sinularia sp en Wakaya, Fiyi
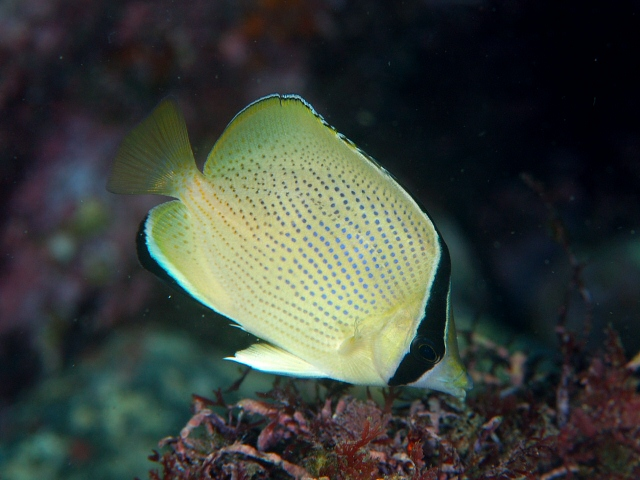
En Izu, Japón